# Vovkî, Mirhorod
Vovkî (în ucraineană Вовки) este un sat în comuna Kliușnîkivka din raionul Mirhorod, regiunea Poltava, Ucraina.

## Demografie
Componența lingvistică a localității Vovkî
     Ucraineană (90%)
     Rusă (10%)
Conform recensământului din 2001, majoritatea populației localității Vovkî era vorbitoare de ucraineană (90%), existând în minoritate și vorbitori de rusă (10%).